# Liste der Naturschutzgebiete im Landkreis Emmendingen
Im Landkreis Emmendingen gibt es 19 Naturschutzgebiete. Für die Ausweisung von Naturschutzgebieten ist das Regierungspräsidium Freiburg zuständig. Nach der Schutzgebietsstatistik der Landesanstalt für Umwelt, Messungen und Naturschutz Baden-Württemberg (LUBW) stehen 3.869,66 Hektar Fläche der Kreisfläche unter Naturschutz, das sind 5,69 Prozent.
| Name                          | Bild         | Kennung            | Einzelheiten | Position | Fläche Hektar | Datum         |
| ----------------------------- | ------------ | ------------------ | --- | -------- | ------------- | ------------- |
| Amolterer Heide               |              | 3.026 WDPA: 81304  | Endingen am Kaiserstuhl Verschieden exponierte Hänge am Ostabfall des Galgenberges (327 m) im nördlichen Kaiserstuhl; tephritische Gesteine mit dünner Lößdecke; baumlose, trockene und sehr warme Hänge mit Halbtrockenrasen. | ⊙        | 11,2          | 20. Okt. 1939 |
| Zweribach                     |              | 3.077 WDPA: 82964  | St. Märgen, St. Peter (Hochschwarzwald), Simonswald Nach Nordosten geöffnete Karmulde mit Entwässerung zum Wildgutachtal. Der Zweribach und Hirschbach, aus flachen Hochtälern kommend, stürzen in Wasserfällen über die Karwand. Trockene, exponierte Blockschutthalden sind bestockt von laubholzreichen Buchen-Tannenwäldern mit Linde, Ahorn und Traubeneiche, an Schutthängen sind auch Ulme und Esche beteiligt. Artenreiche Schlucht- und Schutthalden-Wälder in oft urwaldartigen Beständen Bannwald. | ⊙        | 95,5          | 2. Sep. 1969  |
| Limberg                       |              | 3.087 WDPA: 82096  | Sasbach Die größten und geschlossensten Vorkommen des Flaumeichenwaldes (Busch- und Hochwald) im Kaiserstuhlgebiet, Relikt eines früher an den südexponierten Steilhängen weitverbreiteten und durch den Weinbau fast vollständig vernichteten Waldes. Weniger stark exponierte Hänge tragen den Seggen-Lindenwald, der für das südliche Oberrheingebiet eine sehr bezeichnende Waldgesellschaft ist, deren Standorte weitestgehend in Äcker, Obstanlagen und Weinberge umgewandelt wurden. Als Relikt aus der nacheiszeitlichen Wärmezeit konnte der Seggen-Lindenwald sich nur auf solchen Standorten halten, wo die Rotbuche aus klimatischen und edaphischen Gründen bei ihrer nacheiszeitlichen Einwanderung nicht in ihn eindringen konnte. An den Waldrändern kommt eine bunte und artenreiche Saumgesellschaft zur Ausbildung. Die Trockenrasen an den wenigen offenen Stellen sind durch floristische Seltenheiten ausgezeichnet. | ⊙        | 29,4          | 16. Aug. 1973 |
| Brai                          |              | 3.106 WDPA: 81448  | Biederbach Flachmoor; Lebensraum seltener Pflanzen und Tiere der Feuchtgebiete. | ⊙        | 6,9           | 25. Sep. 1979 |
| Hochberg                      |              | 3.109 WDPA: 81892  | Sasbach Trockenhang am Hochberg im Kaiserstuhl; Lebensraum einer seltenen wärmeliebenden Flora und Fauna. | ⊙        | 0,7           | 27. Sep. 1979 |
| Johanniterwald                | BW           | 3.110 WDPA: 82018  | Kenzingen, Rheinhausen im Breisgau Naturnaher Auewald mit standortgerechter Baumartenzusammensetzung; Lebensraum einer schutzwürdigen Vogelwelt. | ⊙        | 57,5          | 27. Sep. 1979 |
| Teninger Unterwald            |              | 3.124 WDPA: 82694  | Teningen Lebensraum verschiedener landschaftstypischer, in unterschiedlichem Ausmaß grundwasserabhängiger Waldbestände mit artenreicher Flora und Fauna. | ⊙        | 52,8          | 22. Nov. 1982 |
| Häuslematt                    |              | 3.142 WDPA: 163564 | St. Peter (Hochschwarzwald), Simonswald Gut ausgeprägte Übergangs- und Niedermoorbereiche als sehr gefährdete Pflanzenformationen; Standort von seltenen Pflanzengesellschaften und -arten. | ⊙        | 7,2           | 22. Apr. 1985 |
| Kreuzmoos                     |              | 3.159 WDPA: 164257 | Gutach im Breisgau, Freiamt (Schwarzwald) Feuchtwiesen und Kleinseggensumpf als östlichster Standort einer vom Aussterben bedrohten subatlantischen Pflanzenart. | ⊙        | 5,4           | 9. Okt. 1986  |
| Elzwiesen                     |              | 3.174 WDPA: 162939 | Kenzingen, Rheinhausen im Breisgau, Rust (Baden) Erhaltung eines großflächigen Wiesengebietes entlang der Elz als kulturhistorisches Dokument einer alten Bewirtschaftungsform (Wiesenwässerung) und als Lebensraum für mehrere seltene und gefährdete Tierarten, insbesondere von in den Wiesen brütenden Vogelarten. Rast- und Nahrungsgebiet für Durchzügler. | ⊙        | 410,8         | 6. Nov. 1990  |
| Steinbruch Ehrleshalden       |              | 3.175 WDPA: 165689 | Herbolzheim Sekundärbiotop mit hoher biologischer Diversität; Lebensraum gefährdeter Tier- und Pflanzenarten, wertvoller geologischer Aufschluss. | ⊙        | 6,5           | 17. Dez. 1990 |
| Erletal                       |              | 3.180 WDPA: 162998 | Endingen am Kaiserstuhl Letztes noch erhaltene Gebiet des Kaiserstuhles mit größeren Feuchtstandorten wie Naßwiesen, Davallseggensumpf (einziges Vorkommen im Kaiserstuhl und umgebende Rheinebene); durch die Standortvielfalt bedingt bemerkenswertes Artenreichtum. | ⊙        | 2,3           | 10. Mai 1991  |
| Taubergießen                  |              | 3.233 WDPA: 165837 | Rheinhausen im Breisgau, Rust (Baden), Schwanau, Kappel-Grafenhausen Rheinauenlandschaft, die heute nur noch teilweise überflutet wird, mit dem Restrhein, der überfluteten Innenrheinmündung, den Altrheinarmen, Gießen, Uferzungen, Wäldern, Pfeifengraswiesen, Wiesen, trockenen Magerrasen und Hochwasserdämmen als Lebensraum zahlreicher charakteristischer Tier- und Pflanzengesellschaften mit seltenen, zum Teil vom Aussterben bedrohten Tier- und Pflanzenarten. Demonstrations- und Forschungsobjekt mehrerer naturwissenschaftlicher Disziplinen. Die Maßnahmen im Rahmen des Integrierten Rheinprogrammes zur regelmäßigen Wiederüberflutung auf einem Teil der ehemaligen Überflutungsaue und zur Verbesserung der Überflutungen in der bestehenden Überflutungsaue dienen dem Schutzzweck. Teilweise Bannwald und Schonwald.                                                                                               | ⊙        | 1.697,0       | 8. Apr. 1997  |
| Kohlersloch                   | BW           | 3.234 WDPA: 164187 | Elzach Struktur- und artenreiches Mosaik aus Magerwiesen, Feuchtflächen, Gebüschen und verschiedenen Waldtypen; extensive Weidenutzung; Lebensraum einer Vielzahl gefährdeter, z. T. vom Aussterben bedrohter Tier- und Pflanzenarten. | ⊙        | 18,2          | 8. Apr. 1997  |
| Prechtaler Schanze-Ecklesberg |              | 3.236 WDPA: 165034 | Elzach Bäuerlich geprägtes, reich strukturiertes Landschaftsmosaik mit typischen Vegetationseinheiten der ehemaligen Reutbergwirtschaft und anderer historischer Nutzungsformen mit Besenginsterweiden, Magerwiesen, Feuchtwiesen, Niedermooren, ehemaligen Niederwäldern sowie weiteren Waldtypen; extensive Weide- und Wiesennutzung; Lebensraum für eine Vielzahl gefährdeter, z. T. vom Aussterben bedrohter Tier- und Pflanzenarten. | ⊙        | 230,2         | 10. Okt. 1997 |
| Kostgefäll                    |              | 3.243 WDPA: 164216 | Simonswald Land- und forstwirtschaftlich weitgehend extensiv genutztes Gebiet, u. a. mit Magerweiden und -wiesen, Feuchtgebieten, naturnahen Wäldern, Felsen und Blockschutthalden. Lebensraum für eine Vielzahl gefährdeter, zum Teil vom Aussterben bedrohter Tier- und Pflanzenarten, darunter sowohl subalpine als auch wärmeliebende Arten. | ⊙        | 447,5         | 17. Nov. 1997 |
| Rohrhardsberg-Obere Elz       |              | 3.245 WDPA: 165209 | Elzach, Simonswald, Furtwangen im Schwarzwald, Schönwald im Schwarzwald Rohrhardsberg-Massiv mit hochmontanen, mit dem Hochschwarzwald vergleichbaren Lebensgemeinschaften und Oberes Elztal mit Mooren und artenreichen Wiesen. Lebensraum für eine Vielzahl gefährdeter, zum Teil vom Aussterben bedrobter Tier- und Pflanzenarten. Subalpiner Vorposten im Mittleren Schwarzwald mit der entsprechenden Flora und Fauna. Verkehrs- und siedlungsarmer, relativ wenig gestörter Bereich. | ⊙        | 558,1         | 18. Dez. 1997 |
| Rheinniederung Wyhl-Weisweil  |              | 3.247 WDPA: 318983 | Sasbach, Weisweil, Wyhl, Rheinhausen im Breisgau Ehemalige Überflutungsaue und noch vorhandene Überflutungsflächen, durch den Rheinausbau weitgehend von den jährlichen Überschwemmungen abgetrennt. Biotopmosaik mit Wäldern, Hochstaudenfluren, Röhrichten, Altrheinarmen, Gießen, Uferzonen und Hochwasserdämmen. Lebensraum einer außergewöhnlich großen Anzahl seltener und gefährdeter, zum Teil vom Aussterben bedrohter Tier- und Pflanzenarten. | ⊙        | 1.407,8       | 20. Feb. 1998 |
| Yacher Zinken                 | Siebenfelsen | 3.274 WDPA: 378387 | Elzach Großflächiges, überwiegend bewaldetes Gebiet mit einem arten- und strukturreichen Mosaik aus unterschiedlichen Lebensräumen wie Weiden, Mager- und Feuchtwiesen, Niedermoore, naturnahe Wälder, Felsen und Blockhalden. Kulturhistorisches Dokument der Reutbergwirtschaft mit Besenginsterweiden und unterschiedlichen Stadien der Waldsukzession. | ⊙        | 873,0         | 2. Okt. 2006  |
| Legende für Naturschutzgebiet |              |                    | |          |               |               |